# مايك أوبراين
مايك أوبراين (بالإنجليزية: Mike O'Brien)‏ هو كاتب سيناريو وممثل أمريكي، ولد في 22 يونيو 1976 في الولايات المتحدة.

## وصلات خارجية
- مايك أوبراين على موقع IMDb (الإنجليزية)
- مايك أوبراين على موقع ميتاكريتيك (الإنجليزية)
- مايك أوبراين على موقع تيرنر كلاسيك موفيز (الإنجليزية)
- مايك أوبراين على موقع قاعدة بيانات الفيلم (الإنجليزية)